# Джазира (баскетбольный клуб)
«Джазира» — египетский  баскетбольный клуб из города Каир. Выступает в Чемпионате Египта.

## Достижения[1]

### Внутренние
- Чемпионат Египта по баскетболу
  Чемпион (9) : 1993 - 1994, 2001, 2004 - 2006, 2008, 2011, 2014

### Международные
- Кубок чемпионов ФИБА Африка:
  -  Чемпион (2) :1994, 1996

- Кубок по баскетболу среди арабских стран:
  -  Чемпион (2) :2000, 2001
  -  Финалист : 2004
  -  3-е место : 2005